# Sveriges Television
Шведска телевизија (швед. Sveriges Television AB, скраћено SVT) национални је телевизијски емитер са седиштем у Шведској. Ова телевизија се финансира обавезном претплатом коју плаћају сви власници телевизијских пријемника.
SVT је јавно предузеће којим управља независна фондација Förvaltningsstiftelsen för Sveriges Radio AB. Чланови ове фондације су политичари које делегира влада. Ова фондација новац добија од посебне претплате, чија је висина утврђена од стране државног парламента.
SVT је имао монопол у емитовању земаљског програма од оснивања (1956), док комерцијална телевизија TV4 није отпочела земаљско емитовање програма 1992. године. Шведска телевизија је и даље највећа и најгледанија телевизија у Шведској по уделу у гледаности.
Године 2016. је одржано 61. такмичење Песме Евровизије након победе шведског представника Монса Селмерлева у главном граду Аустрије, Бечу. Последњи пут су организовали Песму Евровизије 2013. године у Малмеу. Пре тога је Песма Евровизије била у организацији SVT 1975, 1985, 1992 и 2000. године.